# Kirche Gregor des Erleuchters (Kayseri)

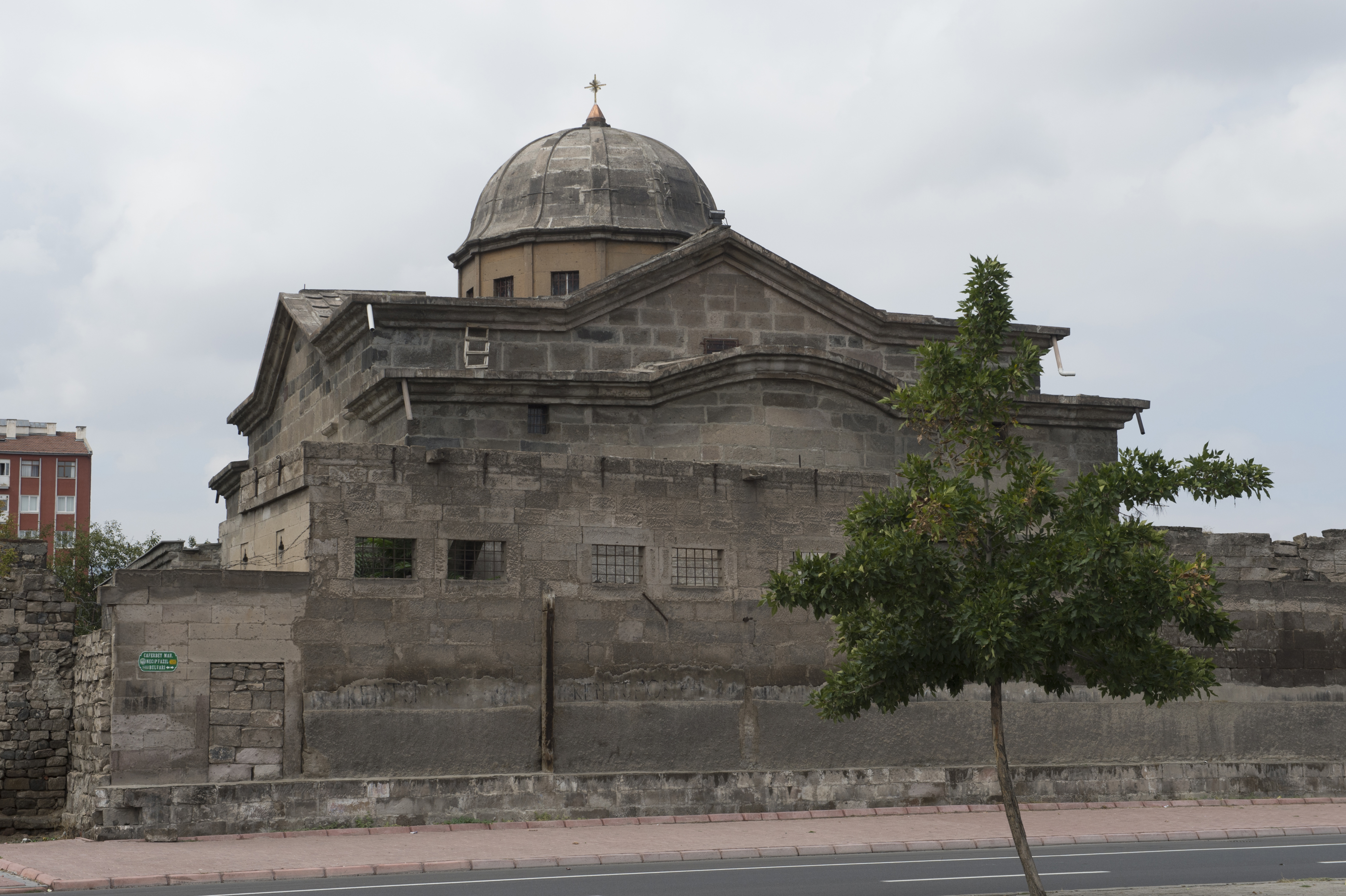
Die Kirche von der Hauptstraße aus gesehen

Die Sankt-Gregor-der-Erleuchter-Kirche oder Surp-Lusaworitsch-Kirche (armenisch Սուրբ Գրիգոր Լուսավորիչ եկեղեցի, türkisch Surp Krikor Lusavoriç Kilisesi) ist ein dem Heiligen Gregor dem Erleuchter geweihtes armenisch-apostolisches Kirchengebäude in der heute türkischen Stadt Kayseri (früher Caesarea), dessen Fundamente in das 12. Jahrhundert zurückreichen.

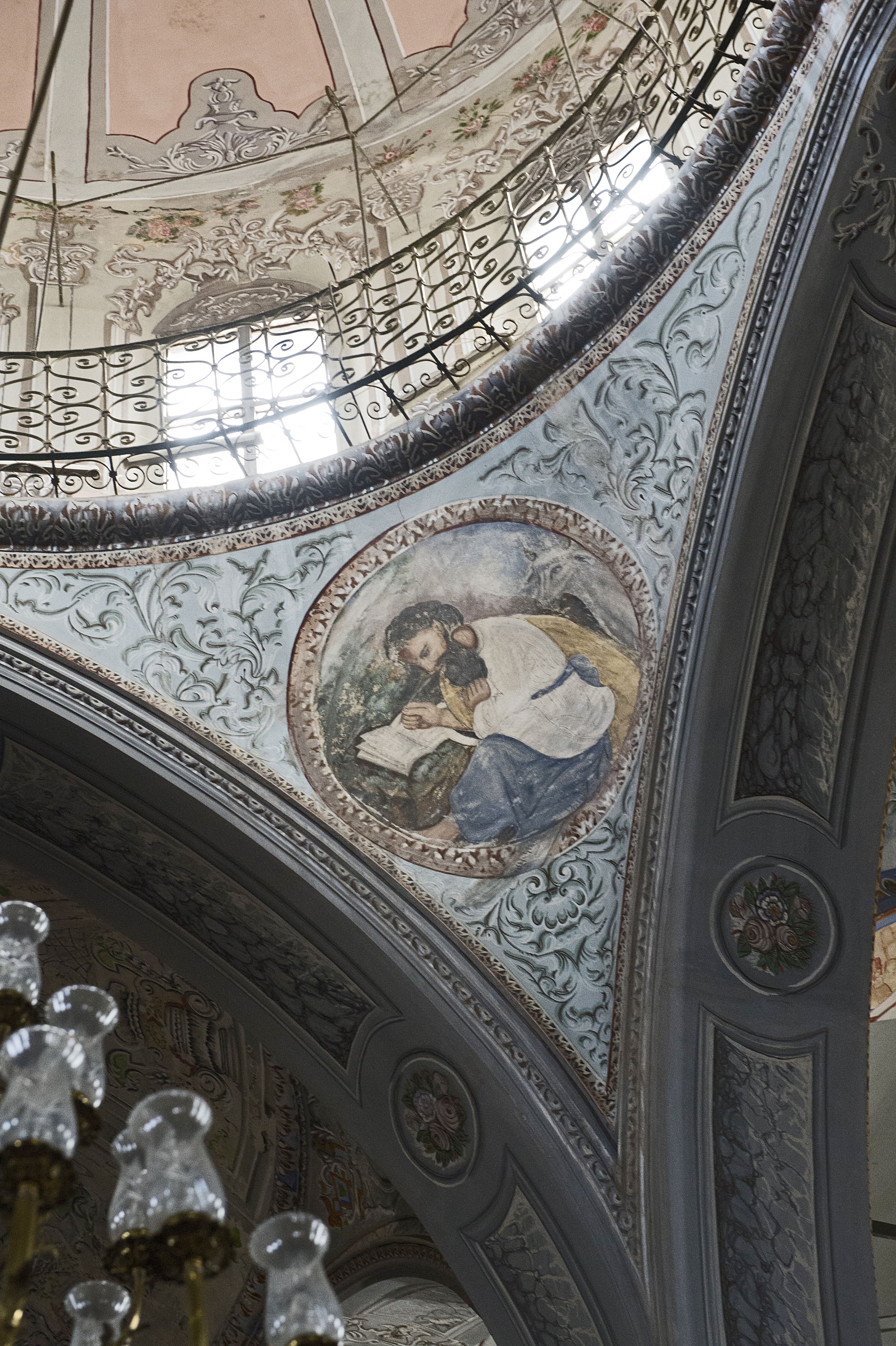
Fresko aus der Decke im Detail

Caesarea war der Ort, in dem Gregor der Erleuchter aufwuchs und getauft wurde. Die ihm geweihte St.-Gregor-der-Erleuchter-Kirche wurde erstmals 1191 erwähnt. Da ein Einsturz des Gebäudes drohte, wurde die Kirche 1856 neu aufgebaut. Durch den Völkermord an den Armeniern war die armenische Gemeinde der Stadt stark geschrumpft, E. H. King berichtete 1937 in seinem Asiatic Review über nur noch 2.000 Armenier unter 70.000 Einwohnern. Um deshalb eine Enteignung durch den türkischen Staat zu verhindern und das Kirchenleben aktiv zu halten, waren mehrmals im Jahr eigens Priester aus Istanbul angereist. In den 1990er Jahren wurde die Kirche renoviert und 1996 für den Gottesdienst wiedereröffnet.
Die Kirche wurde ursprünglich als dreischiffige Basilika erbaut und war stark von der postbyzantinischen griechischen Architektur beeinflusst, heute ist sie eine rechteckige Basilika mit einem Kirchenschiff. Der Innenraum hat sechs freistehende Säulen, von denen vier eine große Kuppel mit Tambour stützen.